# Jean Bauhin
Pour les articles homonymes, voir Bauhin.
Jean Bauhin (ou Johann Bauhin), né à Bâle, le 12 février 1541 et mort à Montbéliard le 26 octobre 1612, est un naturaliste d'origine française.
Il est le frère de Gaspard Bauhin et a écrit une vaste encyclopédie botanique.

## Biographie
Il était le fils d'un médecin qui fut obligé de quitter la France pour avoir embrassé la religion réformée. Il étudie la botanique à Tübingen sous la direction de Leonhart Fuchs et à Zurich sous la direction de Conrad Gessner. Bauhin suit les cours d'Ulisse Aldrovandi à Bologne et ceux de Guillaume Rondelet à Montpellier, où il lie des relations avec Charles de l'Écluse. De passage à Lyon, il rencontre Jacques Daléchamps qui l'aide dans ses recherches botaniques. Mais pour échapper aux persécutions religieuses, il doit quitter la France et se réfugie à nouveau en Suisse.
Jean Bauhin accompagne Conrad Gessner dans ses herborisations en Suisse avant de s'installer à Bâle et d'y exercer la médecine. Il devient professeur de rhétorique en 1566. Gessner le tient en très haute estime.
En 1570, il est appelé à la cour du duc de Wurtemberg à Montbéliard, où il demeure comme médecin jusqu'à sa mort. Il eut la direction du jardin botanique, les Grands jardins, le troisième en Europe par ancienneté. Il l'enrichit de plantes exotiques et de fleurs étrangères et y développe vers 1590 la culture de la pomme de terre. C'est là qu'il rassemble les éléments de deux grands ouvrages mais qui ne paraîtront qu'après sa mort.

## Publications

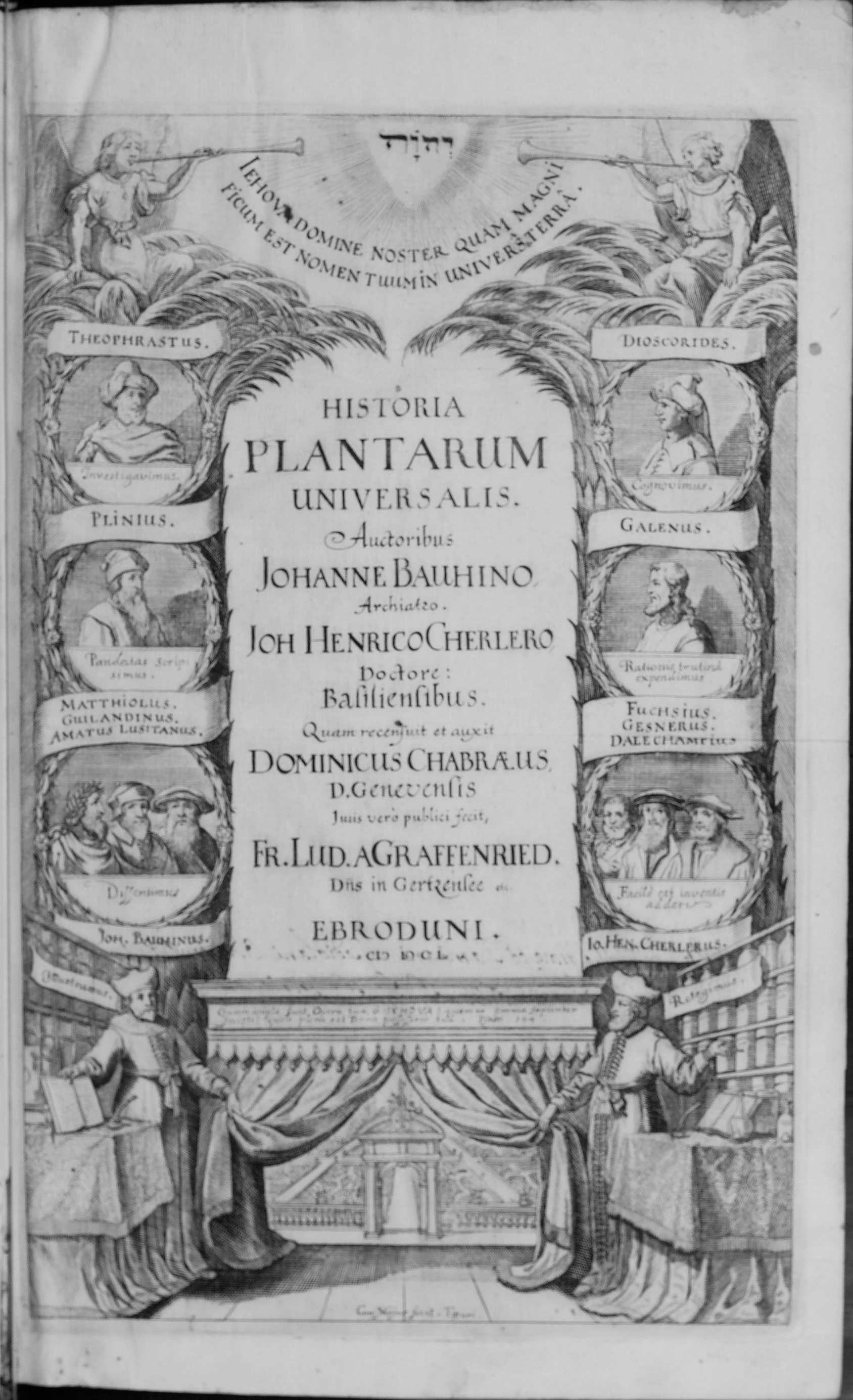
Historia plantarum universalis, 1650

En 1591, il publie une Histoire notable de la rage des loups, advenue l'an MDXC, avec les remèdes pour empescher la rage qui survient après la morsure des loups, chiens et autres bestes enragées, en 1593, un Traité des animauls aians aisles, qui nuisent par leurs piqueures ou morsures, avec les remèdes. En 1594, il publie sa correspondance avec Gessner.
En 1601, avec deux collègues, il publia, au nom des trois, L'histoire des merveilleux effets qu'une salubre fontaine, située au village de Lougres, a produits pour la guérison de plusieurs maladies en l'an 1601, examen des eaux de Lougres dont les vertus médicinales furent prouvées à plusieurs reprises.
En 1619, paraît Historiæ plantarum generalis novæ et absolutæ Prodomus mais son œuvre principale est l'Historia plantarum universalis, une compilation de tout ce qui était connu de son temps en botanique, publiée mais incomplète en 1650-1651 à Yverdon-les-Bains (trois volumes in-folio). Son Historiæ décrit plus de 5 000 plantes et comporte plus de 3 500 illustrations, la plupart empruntées à Fuchs et fit longtemps autorité.
Avec son frère, Gaspard, il publie un curieux De plantis a divis sanctisque nomen habentibus consacré aux plantes portant des noms de dieux ou de saints.

## Postérité
Charles Plumier lui a dédié le genre Bauhinia de la famille des légumineuses. Le nom fut ensuite confirmé par Linné, qui a dédié le nom aux deux frères Bauhin.
Un collège porte son nom à Audincourt (Doubs).